# Van Buren (Indiana)
Van Buren – miasto w Stanach Zjednoczonych, w stanie Indiana, w hrabstwie Grant.